# Sana Na N'Hada
Sana Na N'Hada é um realizador guineense, nascido no dia 26 de Maio de 1950  em Enxalé, Guiné-Bissau.

## Biografia
Sana Na N'Hada alistou-se na Guerra da Independência aos 13 anos. Depois de dois anos a cuidar de doentes num hospital de campanha, tinha 17 anos quando o líder revolucionário Amílcar Cabral enviou-o para Cuba em 1967, juntamente com Flora Gomes, Josefina Lopes Crato e José Bolama Cobumba, para aprender a fazer cinema e  documentar a luta pela Independência. Frequentou o Liceu Vladimir Ilich Lenin, em Havana, e o Instituto Cubano de Artes e Indústria Cinematográficas . Regressou a Cuba em 1972 e frequentou um curso de aperfeiçoamento em Dakar, nas "Atualidades senegalesas", sob a direção de Paulin Soumanou Vieyra.
De setembro de 1972 a outubro de 1974, foi repórter nas frentes norte e leste da Guiné-Bissau, em guerra contra o colonialismo português. Realizou cerca de cem horas de filmagens, 60% das quais se perderam quando a sala de montagem que tinha Flora Gomes foi despejada por um secretário de Estado que queria ocupar o espaço para instalar uma agência de imprensa escrita. No entanto, esses arquivos remanescentes serviram-lhe bem, nomeadamente no filme Nome, apresentado na secção ACID do Festival de Cinema de Cannes de 2023 onde espelham a narrativa ficcional .
A 24 de setembro de 1973, como repórter no maquis, documentou a proclamação do Estado da Guiné-Bissau. Continuou a missão que Amilcar Cabral lhe tinha confiado: « filmar a história do seu país para apoiar o seu desenvolvimento » . Os filmes em 16mm rodados até então não tinham sido revelados por falta de dinheiro. Foram revelados com a ajuda do governo sueco. Para O Regresso de Amilcar Cabral, Sana na N'Hada utilizou as imagens que tinha de Amilcar Cabral vivo e as do holandês Rudy Spee para as editar com a entrega em Conacri dos restos mortais do dirigente assassinado no PAIGC por Sékou Touré.
Em 1978, co-fundou o Instituto Nacional de Cinema e Audiovisual da Guiné-Bissau (INCA), do qual foi imediatamente eleito diretor. Permaneceu até 1999, sob a tutela do Ministério da Informação e da Cultura.
Em 1979, foi sonoplasta em Le Balcon, um documentário de 15 minutos da realizadora francesa Anita Fernandez. Foi também operador de câmara em Sans Soleil de Chris Marker e assistente de Sarah Maldoror nos seus documentários Fogo, Île de feu e Cap-Vert, um carnaval no Sahel. Em 1980, trabalhou como operador de câmara num documentário de 26 minutos do realizador holandês Joop van Wijk, sobre a cooperação entre Holanda/Guiné-Bissau, e em 1983 em Alter Ego, um documentário de 2x45 minutos do mesmo realizador.
Em 1984, realizou Fanado, um documentário de 26 minutos sobre um rito de iniciação balante. Prosseguiu o seu trabalho documental em 2005 realizando versões de 26' e 52' de A Nossa Guiné para a TV5, bem como Isabel's Bissau, um documentário de 52' de produção portuguesa, e em 2020 a curta-metragem Macaréu, ainda não finalizada.
Em 1990, foi assistente em Flycten, longa-metragem da diretora sueca Leyla Assaf-Tengroth, e assistente de produção da sua longa-metragem Amélia. Em 1995, foi assistente para Pô di Sangui de Flora Gomes.
Em 2012, realizou Kadjike, uma longa-metragem de ficção sobre a perturbação causada por um bando de traficantes de droga quando ocupam uma ilha do Arquipélago dos Bijagós onde os Bijagós vivem de acordo com tradições ancestrais e com respeito absoluto pela natureza. O filme é divulgado principalmente em festivais.
Uma homenagem ao seu cinema foi organizada em 2014 no Cineport, Festival de Cinema dos Países de Língua Portuguesa em João Pessoa, Paraíba, Brasil. No mesmo ano, também percorreu a Guiné-Bissau, mostrando imagens inéditas da luta de Libertação em cinemas itinerantes. Participou nos seminários Visionary Archives em 2012 em Berlim, em 2014 no Cairo e em 2015 novamente em Berlim. Imagens de arquivo da luta pela Libertação da Guiné-Bissau também foram exibidas em 2017 no MoMa em Nova York. Nesse mesmo ano, foi convidado a apresentar seus filmes no Robert Flaherty Film Seminar. A cineasta portuguesa Filipa César convidou-o a participar numa iniciativa de recuperação dos arquivos da luta pela independência da Guiné-Bissau, projeto que documentou na longa-metragem Spell Reel em que participa .
Em 2015, foi nomeado Secretário de Estado dos Combatentes da Liberdade no governo de Carlos Correia e concebeu um programa de educação rural através dos audiovisuais, mas só ficou sete meses, pois o governo caiu a 12 de maio de 2016. No mesmo ano, criou o Cadjigue, um museu virtual do património imaterial e cultural dos Bijagós. A Associação Cadjigue para a Defesa da Cultura Bijagó foi legalizada em 2018.
Em 1987, foi assistente de realização e assistente de produção em Mortu Nega, de Flora Gomes, que também decorreu durante a Guerra da Independência da Guiné-Bissau. Em Xime, que se passa em 1962, um ano antes do início da guerra, a oposição às autoridades coloniais ganha forma à medida que realizam os tradicionais rituais de passagem à maioridade. E em Nome, um combatente de renome na Guerra Revolucionária torna-se um mafioso depois da guerra ter sido ganha.
O seu cinema entrelaça assim a luta pela independência contra a ocupação portuguesa com uma reflexão sobre a destruição das sociedades tradicionais na Guiné-Bissau. Para ele, trata-se de um modelo ecológico em que os seres humanos aceitam os poderes naturais a que sabem pertencer para enfrentar os desafios do mundo moderno.

## Filmografia

### Documentários
- 1976: O retorno de Cabral , 31 minutos, sobre o repatriamento dos restos mortais de Amilcar Cabral[4], co-realizado com Flora Gomes, Josefina Lopes Crato, José Bolama Cobumba e Djalma Martins Fettermann, com José Bolama Cobumba como soundman, editado por Sana na N'Hada.
- 1976: Anós nô Ossá Lutá (literalmente: Os nossos anos de luta), 15 minutos, co-realização com Florentino Flora Gomes, Josefina Lopes Crato, José Bolama Cobumba.
- 1978: Os Dias de Ancono, 26 minutos, encomendado pela UNESCO .
- 1984: Fanado (A Circuncisão), 26 minutos.
- 2005: A Nossa Guiné, versões de 26 e 52 minutos.
- 2005: Isabel Bissau, 52 min.
- 2020: Macaréu, curta-metragem em fase de finalização.

### Longas-metragens de ficção
- 1994: Xima
- 2013: Kadjike (A Madeira Sagrada),
- 2023: Nome

## Honras

### Prêmios
- Xime recebeu o Prêmio Especial do Júri no Festival Internacional de Cinema de Amiens de 1994 [6] e no Primeiro Festival de Cinema de Annonay em 1995, bem como o Prêmio de Comunicação Intercultural no Vues d'Afrique em 1995. O filme também ganhou um prêmio no Carthage Cinematographic Days .
- Isabel's Bissau recebeu o prémio RTP África para o melhor documentário no Festival Imagens em 2005.
- A Rádio RDP África atribuiu ao Sana na N'Hada o Prémio Prestígio em 2016 [7].

### Seleções e nomeações
- Festival de Cinema de Cannes de 1994, seleção na seção Um certo olhar para Xime [8].
- Festival de Cinema de Cannes 2023, seleção ACID para Nome [9].

## Reutilização do seu trabalho
No seu ensaio cinematográfico Sans soleil, Chris Marker reaproveita imagens do carnaval de Bissau filmadas por Sana Na N'Hada que Mário Pinto de Andrade lhe tinha apresentado.